# PH Electro
PH Electro, de son vrai nom Paul Hutsch, est un disc jockey et un compositeur de musique électronique allemand. Il est originaire de Mönchengladbach (Nord-Westphalie).

## Carrière en groupe
À partir de 2002, il forme le duo de producteurs 89ers avec Claudia Heymanns et se spécialise dans les remixes.

## Carrière solo
En tant qu'artiste solo il remixe le titre Alive du groupe Mondotek. Puis le tube San Francisco de Scott McKenzie en 2009 et le titre phare de Sting Englishman in New York en 2010.
En 2011, il revient avec un titre original Stereo Mexico.

## Discographie

### Singles[1]
- Paul Hutsch – Glory (2004)

- Greatest Deejay – Greatest Deejay (2005)
- Greatest Deejay – Cut The Music (2006)
- Greatest Deejay – Do Your Best (2006)
- Greatest Deejay – Party People (2008)
- Greatest Deejay – Poison / The Lucky Ones (2008)

- PH Electro – San Francisco (2009)
- PH Electro – Englishman In New York (2010)
- PH Electro – Every Breath You Take (2011)
- PH Electro – Stereo Mexico (2011)

- 89ers – Wap Bam Boogie (2002)
- 89ers – Kingston Town (2003)
- 89ers – Words (2004)
- 89ers – Higher Love (2006)
- 89ers – Ritmo Forte (2006)
- 89ers – The 89ers Boy (2007)
- 89ers – Hold Me Now (2008)
- 89ers – Human Nations / Jump With Me (2009)
- 89ers – It's Okay & Alright (2010)
- 89ers – Go Go Go (2011)
- 89ers – Louder (2012)

### Remixes[1]
- Cyclone Tracy – Guide To Eternity (Paul's Remix)
- Krid P. – Follow Me (Into The Light) (Paul Hutsch Mix)
- Rob L. – Hardt Beat (Paul Hutsch Mix)
- Powell – I Am Ready (Paul Hutsch Mix)
- Nicole Feat. Jan W – I Don't Love You…No More (Paul Hutsch Mix)
- Rave Allstars – I Need Your Love 2001 (Paul Hutsch Mix)
- Infërnal – Muzaik (Paul Hutsch Mix)
- Ralph Fridge – Mystery #1 (Paul Hutsch Mix)
- Safri Duo – Samb-Adagio (Paul Hutsch Mix)
- Mark Brain – Stonehenge (Paul Hutsch Mix)
- The Moon – Sushi (Paul Hutsch Mix)
- Search 7 – (The Great) Wide Open (Paul Hutsch Mix)
- Roger Good – In The Beginning Again (Marc Et Claude And Paul Hutsch Remix)
- Solid Sessions – Janeiro (Marc Et Claude And Paul Hutsch Remix)
- Matanka – Lost In A Dream (Paul Hutsch Mix)
- Marc Et Claude – Loving You 2002 (Marc Et Claude And Paul Hutsch Remix)
- Future Breeze – Ocean Of Eternity (Paul Hutsch Mix)
- Cloned Mind – Changes (Paul Hutsch Mix)
- G-Spott – City Streets (Paul Hutsch Vocals Remix) & (Paul Hutsch Dub Remix)
- Damae Feat. Londonbeat – I've Been Thinking About You (Paul Hutsch & Jens O. Remix)
- DJ Phil – Ich Vermisse Dich (Paul Hutsch Elektro Remix)

- Steve Twain Presents Escape One – …Numero Uno (Greatest Deejay Remix)
- DJ Jean – Feel It 2006 (Greatest Deejay Remix)
- Heiko & Maiko – Techno Rock (Greatest Deejay Hardstyle Mix)
- 89ers – Human Nations (Greatest Deejay Remix)

- Mondotek – Alive! (PH Electro Remix)
- Kato (en) Feat. Ian Dawn – Are You Gonna Go My Way (PH Electro Remix)
- The Real Booty Babes – I Kissed A Girl (PH Electro Remix)
- Verano – Rhythm Of The Night (PH Electro Remix)
- R.I.O. – After The Love (PH Electro Remix)
- Kindervater – Alone In The Darkness (PH Electro Remix)
- Cascada – Evacuate The Dancefloor (PH Electro Remix)
- Ben Bedrock – High Again (PH Electro Remix)
- Dany Kay – My Feelings For You (PH Electro Remix)
- Steve H – Party Children (PH Electro Dirty Remix)
- G&G – Personal Jesus (PH Electro Remix)
- Darren Bailie – Protect Your Mind 2009 (PH Electro Instrumental) & (PH Electro Remix)
- Guenta K. – The Phantom (PH Electro Remix)
- Andrew Spencer – Video Killed The Radio Star (PH Electro Remix)
- Perplexer Vs. Cyrus – Back With Pipes (PH Electro Remix)
- Tripple Star – Insurrection (PH Electro Remix)
- Rob & Chris – Wahnsinn (PH Electro Remix)
- Rock Massive – You Know Why (PH Electro Remix)
- Denzell & Robinson – Since U Been Gone (PH Electro Remix)
- Example – Kickstarts (PH Electro Remix)
- Dirty Impact vs. Royal XTC – Tom's Diner (PH Electro Remix)
- Bryce (de) feat. Gerald G! & J-Malik – Dance (Ph Electro Remix)
- Darius & Finlay feat. Nicco – Till Morning Light  (Ph Electro Remix)

- Don Wayne – Guide You Through The Night (89'ers feat. ADF Remix)
- Lichtenfels – Kill The Silence (89ers Remix)
- DJ Ross – Emotion (89ers Remix)
- Dancefloor Rockaz – Attention (Jens O vs. 89ers Remix)
- Floorfilla – Kosmiklove  (89ers Remix)
- Bass-T – P.O.W.E.R. (89ers Remix)
- Mission Control – Standby 2004 (89ers Remix)
- Partycheckerz – Baby I Love Your Way (89ers Remix)
- Rimini Rockaz – Blue (89ers Remix)
- Damae Feat. Londonbeat – I've Been Thinking About You (Rave Allstars & 89ers Remix)
- Marc Korn – Spirit Of The Night (89ers Remix)
- Clubraiders – Think About (The Beach) (89ers Remix)
- Raverdiago – Pupananny (89ers Remix)
- Bermuda Lovers – My Girl (Ladidada) (89ers pres. Rimini Rockaz Remix)
- H2K – Summermelody (89ers Remix)
- Annakiya – Denis (89ers Remix)
- Citrus Hill – Lemon Tree (89ers Vs. Sample Rippers Remix)
- Gorgeous X feat. Julia Falke – Wonderful Life (89ers Remix)

### Projects[1]
- 89ers
- Backgammon
- Cyclone Tracy
- Cyclonic
- Drop Kickz
- Greatest Deejay
- Lazy Monkeys
- Love Jam
- Mega-Mania
- PH Electro
- Pitchers
- Rave Allstars
- Sample Rippers